# Luperina gueneei
Luperina gueneei là một loài bướm đêm trong họ Noctuidae.